# آشوت اشکلون
آشوت اشکلون (انگلیسی: Ashot Ashkelon) شرکت خودروسازی و صنایع جنگ‌افزاری اسرائیلی است، که در سال ۱۹۵۱ توسط افرایم ایلین تأسیس شد. هم‌اکنون سازمان صنایع نظامی اسرائیل مالکیت ۸۵ درصد از سهام این شرکت را در اختیار دارد.